# Гербаево
Гербаево — село в Краснозёрском районе Новосибирской области. Входит в состав Кайгородского сельсовета.

## География
Площадь села — 217 гектаров.

## История
Основано в 1855 году. В 1928 г. деревня Гербаево состояла из 244 хозяйства, основное население — украинцы. В составе Гербаевского сельсовета Карасукского района Славгородского округа Сибирского края.

## Население
| 2002 | 2007 | 2010 |
| ---- | ---- | ---- |
| 432  | ↗436 | ↘385 |

## Инфраструктура
В селе по данным на 2007 год функционируют 1 учреждение здравоохранения и 2 учреждения образования.